# 24 uur van Daytona 1987
De 24 uur van Daytona 1987 was de 25e editie van deze endurancerace. De race werd verreden op 31 januari en 1 februari 1987 op de Daytona International Speedway nabij Daytona Beach, Florida.
De race werd gewonnen door de Holbert Racing #14 van Chip Robinson, Derek Bell, Al Unser jr. en Al Holbert. Voor Bell, Unser en Holbert was het hun tweede Daytona-zege, terwijl Robinson zijn eerste overwinning behaalde. De GTO-klasse werd gewonnen door de Roush Racing #11 van Tom Gloy, Bill Elliott, Lyn St. James en Scott Pruett. De GTU-klasse werd gewonnen door de Team Highball #71 van Amos Johnson, Dennis Shaw en Bob Lazier. De Lights-klasse werd gewonnen door de Spice Engineering/AT&T #01 van Bob Earl, Don Bell en Jeff Kline.

## Race
Winnaars in hun klasse zijn vetgedrukt.
| Pos. | Klasse | No. | Team                     | Coureurs                                                         | Chassis                 | Ronden |
| ---- | ------ | --- | ------------------------ | ---------------------------------------------------------------- | ----------------------- | ------ |
| 1    | GTP    | 14  | Holbert Racing           | Chip Robinson Derek Bell Al Unser jr. Al Holbert                 | Porsche 962             | 753    |
| 2    | GTP    | 3   | Brun Motorsport          | Gianfranco Brancatelli Oscar Larrauri Massimo Sigala             | Porsche 962             | 745    |
| 3    | GTP    | 16  | Dyson Racing             | Price Cobb Rob Dyson Vern Schuppan                               | Porsche 962             | 742    |
| DNF  | GTP    | 1   | A.J. Foyt Enterprises    | A.J. Foyt Al Unser sr. Danny Sullivan                            | Porsche 962             | 723    |
| 5    | GTP    | 10  | Hotchkis Racing, Inc.    | Jim Adams John Hotchkis John Hotchkis jr.                        | Porsche 962             | 719    |
| 6    | GTP    | 5   | Bob Akin Racing          | Hans-Joachim Stuck James Weaver Bob Akin                         | Porsche 962             | 700    |
| 7    | GTO    | 11  | Roush Racing             | Tom Gloy Bill Elliott Lyn St. James Scott Pruett                 | Ford Mustang            | 685    |
| 8    | GTO    | 98  | All American Racers      | Chris Cord Steve Millen                                          | Toyota Celica Turbo     | 681    |
| 9    | GTO    | 22  | Roush Racing             | Deborah Gregg Bobby Akin Scott Pruett Scott Goodyear             | Ford Mustang            | 649    |
| 10   | GTU    | 71  | Team Highball            | Amos Johnson Dennis Shaw Bob Lazier                              | Mazda RX-7              | 642    |
| 11   | Lights | 01  | Spice Engineering/AT&T   | Bob Earl Don Bell Jeff Kline                                     | Spice SE86CL            | 630    |
| 12   | Lights | 42  | White Allen Porsche      | Howard Cherry John Higgins James King Chip Mead                  | Fabcar CL               | 626    |
| 13   | GTU    | 82  | Aspen Inn                | Mike Mees Dick Greer John Finger                                 | Mazda RX-7              | 622    |
| 14   | Lights | 36  | Erie Scientific Racing   | John Grooms Tom Bagley Frank Jellinek Augie Pabst                | Badger BB               | 621    |
| 15   | GTO    | 30  | Skoal Bandit             | Buz McCall Walt Bohren Paul Dallenbach                           | Chevrolet Camaro        | 616    |
| 16   | Lights | 19  | Scott Schubot            | Jim Brown Scott Schubot Linda Ludemann                           | Tiga GT285              | 597    |
| DNF  | GTO    | 99  | All American Racers      | Ricky Rudd Jerrill Rice Juan Manuel Fangio II                    | Toyota Celica Turbo     | 591    |
| 18   | GTU    | 09  | 901 Racing               | Peter Uria Larry Figaro John Hayes-Harlow Kyle Rathbun           | Porsche 911 Carrera RSR | 580    |
| 19   | GTO    | 38  | Mandeville Auto/Tech     | Roger Mandeville Kelly Marsh Danny Smith                         | Mazda RX-7              | 572    |
| 20   | GTO    | 33  | Roush Racing             | Bruce Jenner Todd Morici Gary Baker                              | Ford Mustang            | 571    |
| 21   | Lights | 27  | MSB Racing               | Dave Cowart Kenper Miller Jim Fowells                            | Argo JM19               | 566    |
| 22   | Lights | 66  | RM Racing                | Charles Morgan Chris Gennone Jim Rothbarth                       | Royale RP40             | 554    |
| DNF  | GTU    | 75  | CCR                      | Max Jones Bart Kendall Tommy Kendall                             | Mazda RX-7              | 522    |
| DNF  | GTO    | 21  | Western Chemical         | Robert Peters Tom Nehl Kent Painter                              | Chevrolet Camaro        | 520    |
| 25   | GTO    | 20  | Hi-Tech Coating          | Tom Juckette Bill McDill Mike Laws                               | Chevrolet Camaro        | 520    |
| 26   | GTO    | 26  | Bob's Speed Products     | Ken Bupp Guy Church Del Russo Taylor                             | Pontiac Firebird        | 510    |
| 27   | GTU    | 68  | Schaderacing             | Steve DePoyster Mike Jocelyn Jim Kurz Bob Schader                | Mazda RX-7              | 503    |
| 28   | GTU    | 78  | Chambers Racing          | Dennis Chambers Mike Meyer Tom Burdsall                          | Mazda RX-7              | 498    |
| 29   | GTO    | 29  | OMR Engines              | Gene Felton Oma Kimbrough Hoyt Overbagh Lee Perkinson            | Chevrolet Camaro        | 470    |
| 30   | GTU    | 00  | S Squared Engineering    | Charles Slater Ernie Senator Dave Duttinger                      | Porsche 911 Carrera RSR | 414    |
| DNF  | GTO    | 28  | Protofab Racing          | Greg Pickett Darrell Waltrip Terry Labonte                       | Chevrolet Camaro        | 410    |
| DNF  | Lights | 96  | Hessert Racing           | Tom Hessert jr. Keith Rinzler Eduardo Dibós Chappuis             | Tiga GT286              | 409    |
| 33   | GTO    | 24  | Car Enterprises          | Craig Rubright Garrett Jenkins Roy Newsome                       | Chevrolet Corvette      | 404    |
| DNF  | GTO    | 6   | Protofab Racing          | Wally Dallenbach jr. John Jones Tommy Riggins                    | Chevrolet Camaro        | 402    |
| DNF  | GTU    | 47  | Chaunce Wallace Racing   | Richard Oakley Chaunce Wallace Doug Mills                        | Mazda RX-7              | 386    |
| DNF  | GTP    | 51  | Cosmik-Roy Baker Racing  | Costas Los John Schneider David Andrews                          | Tiga GC286              | 354    |
| DNF  | Lights | 63  | Certified Brakes Racing  | Jim Downing John O'Steen John Maffucci                           | Argo JM19               | 352    |
| 38   | GTO    | 32  | K&P Racing               | Mark Kennedy Karl Keck Mark Montgomery David Fuller              | Chevrolet Corvette      | 346    |
| DNF  | GTO    | 87  | Morrison-Cook Motorsport | Tommy Morrison Richard Ceppos Don Knowles Stu Hayner             | Chevrolet Corvette      | 337    |
| DNF  | GTP    | 7   | Zakspeed                 | Whitney Ganz David Hobbs Gianpiero Moretti                       | Ford Mustang Probe      | 328    |
| 41   | GTO    | 83  | Sasco Motorsports        | Tom Gaffney Paul Reisman Richard Stone Bob Hebert                | Pontiac Firebird        | 316    |
| 42   | GTU    | 08  | Simms Romano             | Vance Swifts John Drew Dean Hall Paul Romano                     | Mazda RX-7              | 298    |
| DNF  | GTP    | 8   | Primus Motorsport        | Brian Redman Chris Kneifel Elliott Forbes-Robinson               | Porsche 962             | 283    |
| DNF  | GTO    | 90  | Road Circuit Tech        | Andy Petery Les Delano Craig Carter                              | Buick Somerset          | 281    |
| DNF  | GTU    | 17  | Al Bacon Racing          | Al Bacon Rod Millen Bob Reed                                     | Mazda RX-7              | 277    |
| DNF  | Lights | 89  | Ball Brothers Racing     | Steve Durst Mike Brockman Tony Belcher Mark Abel                 | Spice SE86CL            | 273    |
| DNF  | GTO    | 76  | Peerless/Hendrick        | Jack Baldwin Eppie Wietzes                                       | Chevrolet Camaro        | 261    |
| DNF  | GTP    | 52  | Hendrick Motorsports     | Sarel van der Merwe Doc Bundy                                    | Chevrolet Corvette GTP  | 255    |
| DNF  | Lights | 80  | Gaston Andrey Racing     | Roger Andrey Angelo Pallavicini Uli Bieri                        | Alba AR2                | 246    |
| DNF  | GTP    | 25  | DeAtley Motorsports      | Jerry Brassfield Michael Roe John Bauer Norton Gaston            | March 85G               | 245    |
| DNF  | Lights | 31  | Gebhardt Racing USA      | Stanley Dickens Frank Jelinski Gary Robinson Greg Hobbs          | Gebhardt JC853          | 236    |
| DNF  | GTO    | 64  | Raintree Corporation     | Ken Johnson Maurice Hassey Lanny Hester                          | Ford Mustang            | 225    |
| DNF  | GTO    | 55  | Greg Walker Racing       | Nort Northam Scott Lagasse Dennis Krueger                        | Chevrolet Corvette      | 223    |
| DNF  | GTP    | 44  | Group 44                 | Bob Tullius Hurley Haywood John Morton                           | Jaguar XJR-7            | 216    |
| DNF  | GTO    | 92  | Van Every Racing         | Lance van Every Rusty Bond Ash Tisdelle                          | Chevrolet Camaro        | 202    |
| DNF  | GTP    | 86  | Bayside Disposal Racing  | Klaus Ludwig Jochen Mass                                         | Porsche 962             | 144    |
| DNF  | GTO    | 77  | Brooks Racing            | Bobby Archer Tommy Archer Robert Lappalainen Leo Franchi         | Chevrolet Camaro        | 121    |
| DNF  | GTP    | 4   | Roush Racing             | Scott Pruett Pete Halsmer Tom Gloy                               | Ford Mustang Maxum GTP  | 120    |
| DNF  | Lights | 23  | Motion Promotions        | George Petrilak Graham Duxbury Bill Jacobson Helmut Silberberger | Argo JM16               | 119    |
| DNF  | Lights | 9   | Essex Racing             | Steve Phillips Howard Katz Ron Nelson                            | Tiga GT285              | 111    |
| DNF  | GTO    | 13  | Go Racing                | Keith Lawhorn Vince Gimondo Ken Grostic                          | Oldsmobile Calais       | 104    |
| DNF  | GTP    | 67  | Uniroyal Goodrich        | Bob Wollek Jim Busby Darin Brassfield                            | Porsche 962             | 89     |
| DNF  | GTO    | 50  | Paul Canary Racing       | Paul Canary Jerry Winston Phil Currin                            | Chevrolet Corvette      | 88     |
| DNF  | GTU    | 54  | SP Racing                | Bill Auberlen Karl Durkheimer Dieter Oest Gary Auberlen          | Porsche 911 Carrera     | 87     |
| DNF  | GTO    | 88  | Morrison-Cook Motorsport | John Heinricy Bob McConnell Bill Adam Bobby Carradine            | Chevrolet Corvette      | 77     |
| DNF  | GTO    | 74  | Whitehall Rocketsports   | Paul Gentilozzi Irv Hoerr Ted Boody                              | Oldsmobile Toronado     | 52     |
| DNF  | Lights | 43  | White Allen Porsche      | Tom Pumpelly Scott Overbey Tim McAdam Thomas Schwietz            | Fabcar CL               | 42     |
| DNF  | GTU    | 41  | Hugo Gralia              | Hugo Gralia Dennis Dobkin Carlos Padrera Secondo Tagliero        | Mazda RX-7              | 30     |
| DNF  | Lights | 79  | Whitehall Rocketsports   | Paul Lewis Skeeter McKitterick Tom Winters                       | Alba AR5                | 28     |

1962 · 1963 · 1964 · 1965 · 1966 · 1967 · 1968 · 1969 · 1970 · 1971 · 1972 · 1973 · 1974 · 1975 · 1976 · 1977 · 1978 · 1979 · 1980 · 1981 · 1982 · 1983 · 1984 · 1985 · 1986 · 1987 · 1988 · 1989 · 1990 · 1991 · 1992 · 1993 · 1994 · 1995 · 1996 · 1997 · 1998 · 1999 · 2000 · 2001 · 2002 · 2003 · 2004 · 2005 · 2006 · 2007 · 2008 · 2009 · 2010 · 2011 · 2012 · 2013 · 2014 · 2015 · 2016 · 2017 · 2018 · 2019 · 2020 · 2021 · 2022 · 2023 · 2024 · 2025